# Handbuch für die gute Hausfrau
Das Handbuch für die gute Hausfrau war ein Artikel, der ab circa 2005 per E-Mail Verbreitung fand und sich später als Hoax herausstellte. Es handelt sich um einen Text der vorgeblich am 13. Mai 1955 in der Zeitschrift Housekeeping Monthly erschienen sein soll. Er beschreibt, wie sich eine gute Ehefrau zu verhalten habe. Der Text wurde vermeintlich authentisch bebildert. Zunächst verbreitete er sich im englischen Sprachraum unter dem Titel Good Wife’s Guide, später auch im deutschen Sprachraum. In dem Text werden Einstellungen hinsichtlich Geschlechterrollen vertreten, die nicht mit der Gleichberechtigung zwischen Mann und Frau in Einklang stehen.
Für den historischen Ursprung des Artikels liegen keine Beweise vor. Der Internetseite snopes.com zufolge ist die Beschriftung The Advertising Archives am rechten Rand des Bildes der englischen Version ein Schwindel, da das entsprechende Archiv erst 1990 gegründet wurde. Dort wird ebenfalls beschrieben, dass die Existenz der Zeitschrift „Housekeeping monthly“ von den Autoren nicht bestätigt werden konnte und dass das verwendete Bild von einem 1957 erschienenen Titelblatt des John-Bull-Magazins stammt. Einer weiteren Internetquelle zufolge zirkuliert der Text mindestens seit den 1980er Jahren per Fax. Auch ist im Text von einer Spülmaschine die Rede, die 1955 in Privathaushalten praktisch nicht vorkam.